# François Briatte
François Briatte (* 27. September 1805 in Lausanne; † 30. Januar 1877 ebenda; heimatberechtigt in Echichens und Schwaderloch) war ein Schweizer Politiker.

## Biografie
Briatte stammt aus einer französischen Familie und wurde im Jahr 1805 zusammen mit seiner Familie im Kanton Waadt eingebürgert. Zwischen 1820 und 1822 war er Schüler an der Akademie Lausanne und begann dann das Studium der Landwirtschaft am Institut Fellenberg in Hofwil. Später studierte er Forstwirtschaft in Deutschland und Frankreich. Seine erste berufliche Tätigkeit nahm er als Inspektor der Forstbezirke Alpes (1823) und Jorat (1831) wahr. Im Jahr 1837 wurde er in den Grossen Rat gewählt und verfocht dort oft die Positionen der extrem Radikalen. Zusammen mit Henri Druey war er aktiv am Sturz der liberalen Waadtländer Regierung beteiligt. Der gesamte Staatsrat des Kantons Waadt trat am 14. Februar 1845 geschlossen zurück, und Briatte wurde Mitglied der neuen provisorischen Regierung. Im März folgte die Wahlbestätigung, und er war fortan offiziell Staatsrat. Dort stand er von 1845 bis 1847 dem Militär-, 1852, 1853 und 1855 dem Bau-, 1849 und 1858 bis 1859 dem Justiz- und Polizeidepartement, 1850 bis 1851 und 1860 bis 1861 dem Departement des Innern sowie 1856 bis 1857 dem Finanzdepartement vor. In den Jahren 1839, 1844, 1845 und 1848 war er zusammen mit Druey Tagsatzungsgesandter.
1848 wurde Briatte erstmals in den Ständerat gewählt und bereits im ersten Jahr zum Präsidenten der «Kleinen Kammer» ernannt. Diese präsidierte er von 1848 bis 1850 und anschliessend in den Jahren 1852/53, 1856/57 sowie 1859/60. Insgesamt war er somit viermal Präsident des Ständerats; niemand erreichte je mehr Amtszeiten. Seit 1890 dürfen Ständeräte nur noch einmal zum Präsidenten ernannt werden. Briatte gehörte in dieser Zeit allerdings nicht durchgehend zum Ständerat, sondern nur in den Jahren 1848 bis 1853, 1856 bis 1862 und 1864 bis 1867. Im Jahr 1855 kandidierte er ohne Erfolg als Bundesrat.
Nach einem von Jules Eytel angeführten Bündnis zwischen linken Radikalen und den Liberalen im Jahr 1862 brachte dieses die Waadtländer Regierung erneut zum Sturz. Briatte gelang die Wiederwahl in den Staatsrat nicht mehr. Als er vier Jahre später auch den Wiedereinstieg in den Grossen Rat verpasste, zog er sich aus der Politik zurück.
Im Jahr 1820 war er Mitbegründer der Kantonalsektion der Zofingia. In seiner Militärzeit von 1839 bis 1845 war er Oberstleutnant und Kommandant des 1. Militärkreises Vevey und Moudon.